# Tausendbein

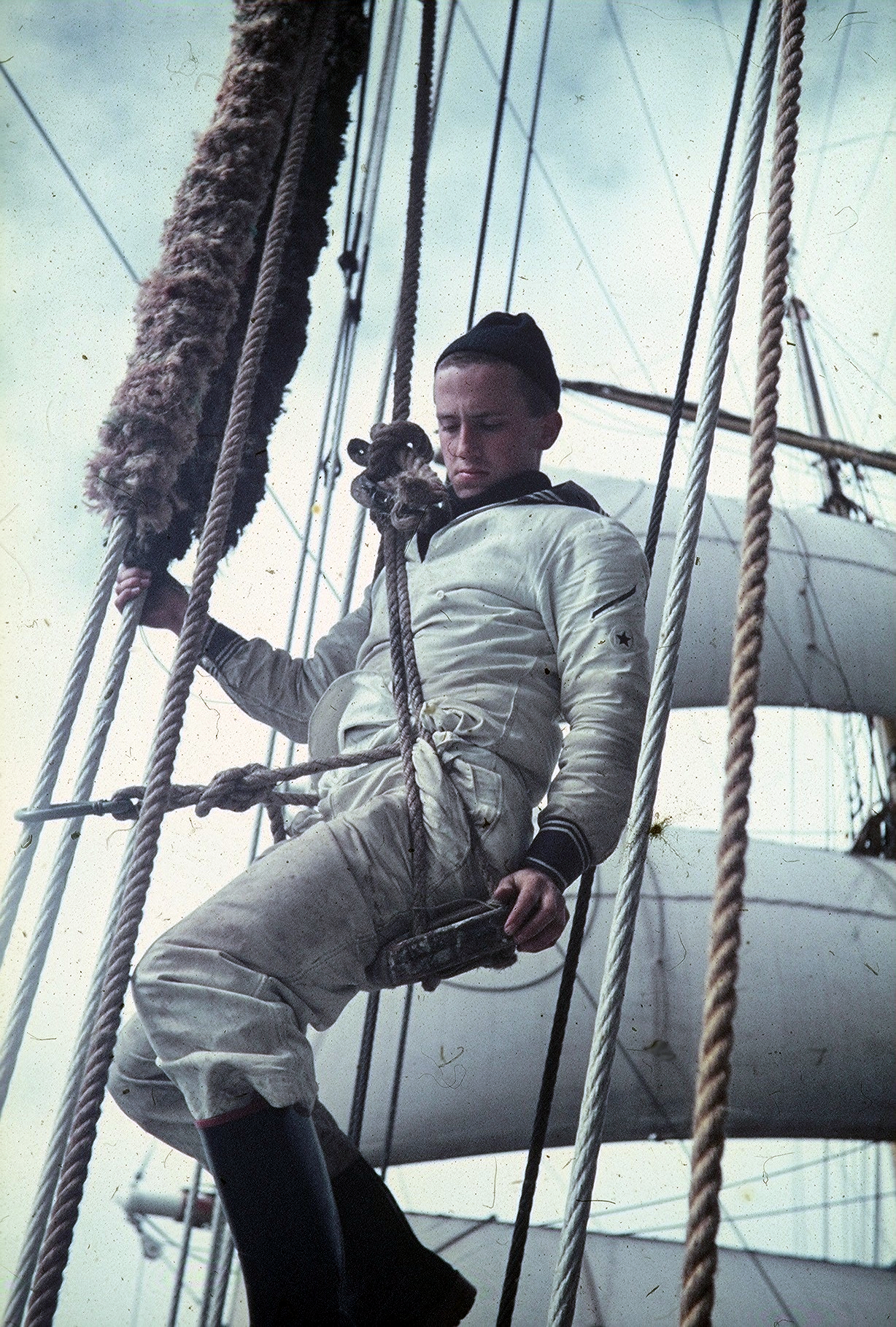
Tausendbein und Seemannsstuhl

Ein Tausendbein ist ein seemännisches Knüpfwerk.

## Zweck und Herstellung
Auf Segelschiffen dient es dazu, das Schamfilen von Segeln an stehendem Gut zu verhindern.
Es wird aus unbrauchbaren Resten von Tauwerk geflochten. Etwa 20 cm lange Stücke wurden in Kabelgarne zerpflückt und einzeln oder paarweise zwischen gespannten Hüsing (Garnen) mit einem Ankerstich eingeflochten. Der fertige Tausendfüßler wird an der gefährdenden Scheuerstelle um die  Stahlseile des Stehenden Guts gewickelt und fixiert.